# 琳恩·彼德
琳恩·S·彼德（Lynn S. Beedle；1917年12月7日—2003年10月30日），美国建筑结构工程师。是世界高层建筑与都市人居学会的创始人及总监，同时以高层大厦的设计和建筑而知名。纽约《时代周刊》称其为“高层建筑专家”。